# Presa de Madden
La presa de Madden, acabada el 1935, embassa el riu Chagres a Panamà per formar el llac Alajuela, un embassament que és una part essencial de la conca hidrogràfica del canal de Panamà. El llac té un nivell màxim de 250 peus (76 m) sobre el nivell del mar. Pot emmagatzemar un terç de les necessitats anuals d'aigua del canal per al funcionament de les rescloses. Com que l'embassament no forma part de la ruta de navegació, hi ha menys restriccions al seu nivell d'aigua.

## Descripció
La presa de Madden es va construir per evitar el flux ocasionalment torrencial del riu Chagres, una vegada salvatge, que desemboca a la ruta de navegació del llac Gatun i per controlar el nivell d'aigua del llac durant l'estació seca. El cabal indisciplinat del riu va suposar un gran repte per a la construcció del canal de Panamà, que es va abordar originalment amb la construcció de la presa de Gatún . L'aigua de l'embassament de la presa també s'utilitza per generar energia hidroelèctrica i per subministrar aigua dolça a la ciutat de Panamà. La presa i l'embassament que hi ha darrere van rebre el nom del congressista nord-americà Martin B. Madden d'Illinois, que va ser president del comitè d'apropiació de la Cambra durant el període en què els EUA construïen el canal de Panamà. L'embassament, que s'havia conegut com a llac Madden des del moment en què la presa va entrar en funcionament per primera vegada, va ser rebatejat com a Llac Alajuela després que la Zona del Canal tornés al control panameny a finals de 1999.